# Un dramma nell'aria
Un dramma nell'aria (Un drame dans les airs) è un racconto giovanile di Jules Verne, pubblicato per la prima volta nell'agosto del 1851.

## Trama
Un aeronauta si trova a bordo della sua mongolfiera insieme ad uno squilibrato. 
L'intruso approfitta del lungo viaggio per sciorinare al narratore una lunga serie di incidenti aerei, fino al drammatico scioglimento finale.